# Die drei Königskinder
Die drei Königskinder ist ein Märchen. Es steht in Johann Wilhelm Wolfs Deutsche Hausmärchen an Stelle 16. Es gelangte auch in Ernst Heinrich Meiers Deutsche Volksmärchen aus Schwaben, 1852 als Der König Auffahrer des Meers (Nr. 72).

## Inhalt
Der Prinz heiratet ein Bauernmädchen. Seine Mutter nimmt ihr nacheinander drei Neugeborene, setzt sie auf dem Bach aus und gibt ihr dafür Missgeburten. Müllersleute ziehen die Kinder auf. Die Alte sieht sie, der Müller soll sie töten, er lässt sie fliehen. Sie finden ein Buch, daraus kommt ein Geist und baut ihnen ein Schloss. Die Alte beredet sie, einen Zweig vom Baum mit goldenen Früchten haben zu müssen, dann noch den sprechenden Vogel, zuletzt das springende Wasser, die sich alle in einem Garten finden. Erst geht der Bub los, dann die ältere Schwester. Trotz Warnung eines alten Männchens holen sie die Wundergaben, drehen sich aber um, als Lärm losbricht und werden zur Salzsäule. Die dritte erlöst sie mit dem Wasser. So haben sie alles. Der König kommt und hört vom Vogel die ganze Geschichte.

## Herkunft
Der Titel Die drei Königskinder ist bei Wolf nicht mit einem Sternchen (*) versehen, was laut seiner Vorrede anzeigt, dass er selbst den Text ausarbeitete. Vgl. Grimms Märchen Nr. 96 De drei Vügelkens, Straparolas Ancilotto (Ergötzliche Nächte, 8), auch mit den Motiven Lebensbaum und Wasser des Lebens, zur Aussetzung Mose, zum sich Umdrehen Orpheus, zur Salzsäule Lots Frau (Gen 19,26 ). Vgl. zum Wasser Wolfs Die Königstochter im Berge Muntserrat, zum Wunderbuch Jahns Volksmärchen aus Pommern und Rügen, Nr. 58 Das Wunderbuch.
Ernst Heinrich Meier bemerkt zu seinem ähnlichen Märchen, Der König Auffahrer des Meers, Nr. 72 in Deutsche Volksmärchen aus Schwaben (1852), Wolfs Text entspreche einem in Tausendundeine Nacht „von den beiden auf ihre jüngste Schwester neidischen Schwestern“, „Nacht 426–436 in der Breslauer Uebersetzung.“

## Film
- Die drei Königskinder, Spielfilm, Deutschland 2019, 60 min., Regie: Frank Stove.